# Josip Vranković
Josip Jerko Vranković (Spalato, 26 ottobre 1968) è un ex cestista e allenatore di pallacanestro croato, fino al 1991 jugoslavo.
È il fratello di minore di Stojko Vranković.

## Carriera
Con la Croazia ha disputato i Giochi olimpici di Atlanta 1996, i Campionati mondiali del 1994 e due edizioni dei Campionati europei (1995, 2001).

## Palmarès

### Giocatore
- Coppa di Croazia: 6

Spalato: 1992, 1993, 1994, 1997
Zadar: 1998
Cibona Zagabria: 1999
- Coppa di Polonia: 1

Prokom Sopot: 2001
- Coppa di Bosnia ed Erzegovina: 1

Široki: 2006